# Johann Joseph Christian

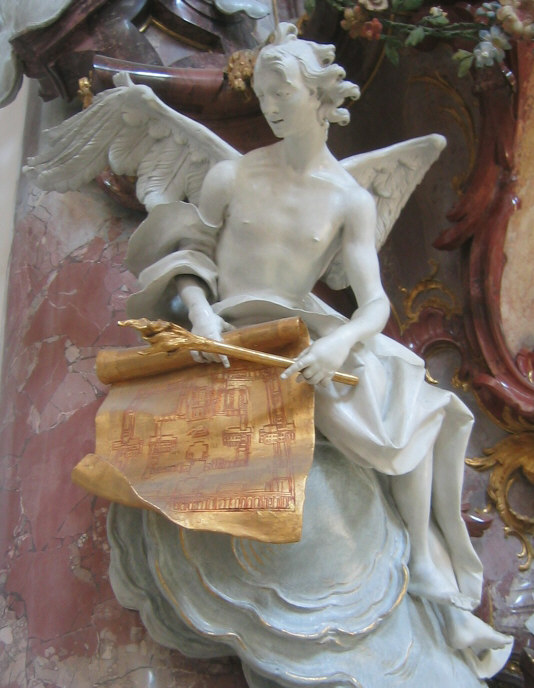
Escultura de J.C.Joseph

Johann Christian Joseph (12 de fevereiro de 1706 - 22 de junho 1777) foi um escultor alemão.

## Vida
Christian nasceu em Riedlingen, na Áustria Adicional (atual Baden-Württemberg). Seu raro dom duplo como marceneiro e escultor de estuque foi igualado apenas por Joseph Anton Feuchtmayer. Em 1744 Christian recebeu uma encomenda para trabalhar na Abadia de Zwiefalten, onde até 1755 criou as bancadas do coro e numerosas figuras de estuque para o altar-mor e nave e capelas laterais, trabalhando ao lado do pintor Franz Joseph Spiegler e do mestre de estuque Johann Michael Feuchtmayer e sob a direção do arquiteto Johann Michael Fischer.
Posteriormente, Christian foi contratado para trabalhar na igreja abacial da Santíssima Trindade na Abadia de Ottobeuren, para a qual o arquiteto foi novamente Fischer e para a qual Christian criou as cadeiras do coro, com relevos dourados, e os relevos do órgão. Mais uma vez trabalhou com Spiegler e J.M. Feuchtmayer.
Além dessas duas grandes obras, ele também trabalhou em vários projetos menores, incluindo a igreja paroquial em Unlingen e a igreja da abadia em Buchau.

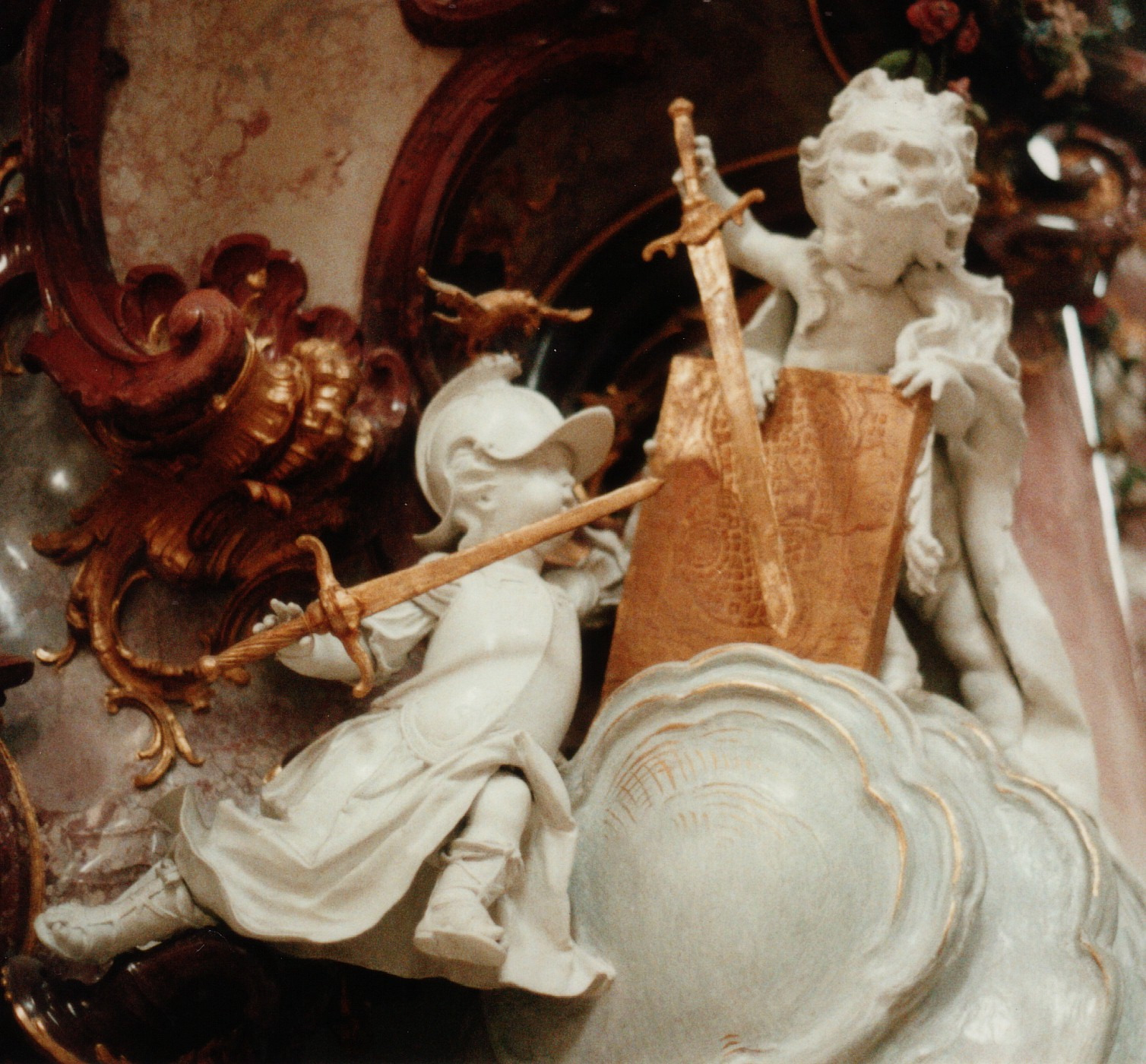
Nabucodonosor lutando contra o rei Zedequias, que possui um plano de Jerusalém, na Abadia de Zwiefalten

Christian e sua esposa tiveram 10 filhos, dos quais cinco sobreviveram à infância. Seu filho Karl Anton Christian (1731-1810) tornou-se abade da Abadia de St. Trudpert perto de Münstertal na Floresta Negra, e para esta igreja J.J. Christian criou uma pintura em relevo usando uma técnica de estuque para o altar-mor que é considerado incomparável. Christian morreu em Riedlingen. Outro filho, Franz Joseph Christian (1739-1798), tornou-se escultor e assumiu a oficina de seu pai em Riedlingen.

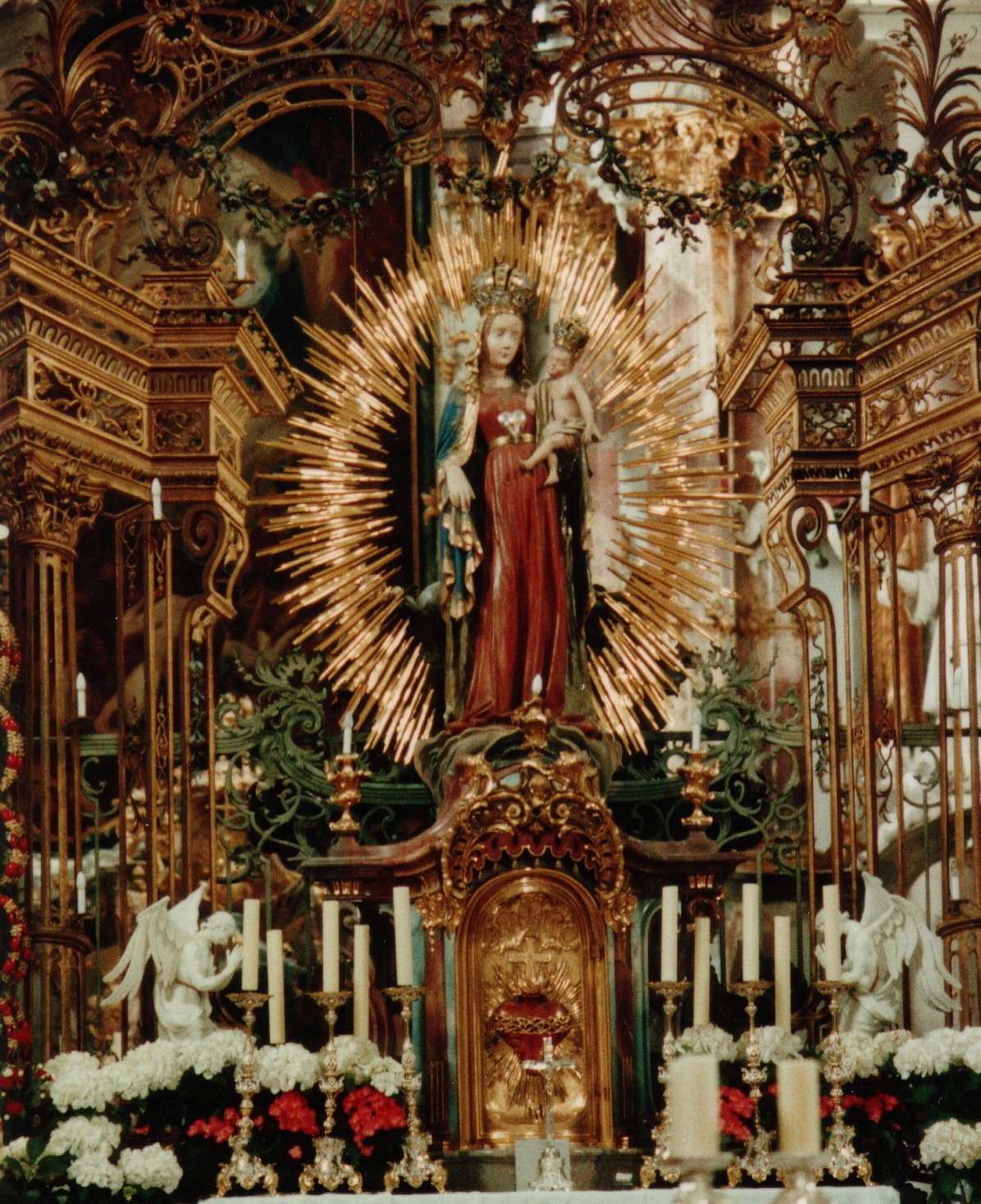
O altar-mor na Abadia de Zwiefalten, combinando uma estátua gótica de Maria (1430) com adições barrocas de Christian (ca. 1750)

## Obras
- Quatro Evangelistas e Crucifixo (madeira), Igreja Paroquial de Benzingen, 1732
- Grupo de crucificação com Maria e João (madeira), capela do castelo de Meßkirch (hoje igreja paroquial de Emmingen ab Egg), 1738
- São Nicolau (pedra), capela no Castelo de Mochental, 1740
- Retábulo-mor, Igreja de Nossa Senhora Saulgau, desde 1912 Igreja Paroquial de São João Batista, Lautlingen
- Altar de São José com São Meinrad e Fidélis (madeira), Capela de São José Sigmaringen, 1741
- Barracas do coro, Abadia de Mehrerau perto de Bregenz (hoje na igreja paroquial de St. Gallus, Bregenz), 1742
- Barracas de coro e escultura de estuque, Minster de Nossa Senhora Zwiefalten, 1744–1755
- Santa Apolônia, Sebastião e João Batista (madeira), Igreja Paroquial de São Nicolau, Feldhausen, 1745
- St. Magnus (peça), Capela de St. Magnus, trens de calha perto de Zwiefalten, 1749
- Cruz das Maravilhas (madeira), Capela de Santa Maria, Ertingen, 1755
- Barracas de coro e escultura de estuque, Santo Alexandre e Teodoro, Basílica do Mosteiro de Ottobeuren, 1755–1767
- Altar-mor com São Carlos Borromeo e João de Nepomuceno (estuque), Igreja Paroquial da Imaculada, Unlingen, 1774–1776
- Escultura de estuque, Igreja Colegiada de São Cornélio e Cipriano, Bad Buchau, 1774–1776 (concluída por F. J. Christian)
- Fürstenberg epitaph (estuque), igreja paroquial de St. Martin Meßkirch, 1775–1776
- Modelos para os relevos de estuque e figuras de barracas de coro, Igreja do Mosteiro de Wiblingen, 1776 (executado por F. J. Christian)
- Nossa Senhora das Dores, Capela em Datthausen perto de Obermarchtal
- Crucifixo, Igreja Paroquial de Daugendorf perto de Riedlingen